# Surava
Surava är en ort och tidigare kommun i distriktet Albula i den schweiziska kantonen Graubünden, som från och med 2015 ingår i kommunen Albula/Alvra. Byn Surava ligger invid floden Albula, strax öster om distriktshuvudorten Tiefencastel.
Det traditionella språket är surmeirisk rätoromanska, som förr var hela befolkningens modersmål. Under 1900-talet dock detta språk trängts undan alltmer på bekostnad av tyska. Vid senaste folkräkningen hade endast var tionde invånare rätoromanska som modersmål. Alla skolelever undervisas numera på tyska.
Kyrkan är katolsk, och den reformerta minoriteten av invånarna söker sig till kyrkan i grannkommunen Filisur.